# Cathayornis
Cathayornis (Syn.: Sinornis) ist ein fossiler Vogel aus der Gruppe der Enantiornithes.  Mehrere beschriebene Funde wurden in der Jiufotang-Formation Liaonings im Nordosten der Volksrepublik China gemacht. Das Alter der Jiufotang-Formation wird laut Carl Swisher u. a. (1999) mit 120 bis 100 Millionen Jahren angegeben.
Die Wortschöpfung Cathayornis leitet sich ab von dem altertümlichen englischen Wort Cathay als Bezeichnung für China und dem altgriechischen όρνις (ornis) für Vogel.
Die Streitfrage um die richtige Namensgebung ist aber noch immer nicht geklärt.
Zhou und Hou (2001) unterscheiden Cathayornis von Sinornis anhand folgender wesentlicher Merkmale:
- Cathayornis ist größer
- sein erster Finger ist länger und gerader
- er besitzt keinen Atitrochanter

Sie haben Cathayornis den Artnamen Cathayornis yandica verliehen.
Paul Sereno und andere (2001) sehen jedoch in Cathayornis nur ein Synonym (Zweitbeschreibung) von Sinornis. Für sie ist der anatomische Aufbau der beiden sehr ähnlich, so haben beide Formen zum Beispiel auch die gleiche zentrale Autapomorphie des Pygostyls. Sie haben Sinornis mit dem Artnamen Sinornis santensis versehen.
Nach Cathayornis wurde die fossile Avifauna in der Jiufotang-Formation benannt, die so genannte Cathayornis-Chaoyangia-Avifauna.
 In ihr sind folgende Vogelarten vertreten:
- Cathayornis yandica oder Sinornis santensis
- Chaoyangia beishanensis

sowie:
- Boluochia zhengi
- Jeholornis prima
- Longipteryx chaoyangensis
- Sapeornis chaoyangensis
- Songlingornis linghensis
- Yanornis martini
- Yixianornis grabaui